# Fiola
Fiola je trebušasta ali cevasta steklenica. Ima tanke stene in ozek, daljši ali krajši vrat. Uparablja se v laboratorijih kemične in farmacevtske industrije ter raziskovalne dejavnosti.
Izraz izhaja iz grške besede phiale, ki pomeni »ploska, široka posoda«.